# Łęg (Jelcz-Laskowice)
Łęg (deutsch Lange) ist ein Dorf in Niederschlesien. Der Ort liegt in der Gmina Jelcz-Laskowice im Powiat Oławski in der polnischen Woiwodschaft Niederschlesien.

## Geographie

### Geographische Lage
Das Straßendorf Łęg liegt einen Kilometer westlich des Gemeindesitzes Jelcz-Laskowice (Jeltsch-Laskowitz), ca. 12 Kilometer nördlich von der Kreisstadt Oława (Ohlau) und rund 27 Kilometer südöstlich der Woiwodschaftshauptstadt Breslau. Der Ort liegt in der Nizina Śląska (Schlesische Tiefebene) innerhalb der Równina Oleśnicka (Oelser Ebene). Łęg liegt am rechten Ufer der Oder.

### Nachbarorte
Nachbarorte von Łęg sind im Westen Ratowice (Rattwitz) und im Osten der Gemeindesitz Jelcz-Laskowice (Jeltsch-Laskowitz).

## Geschichte
Der Ort wurde 1208 erstmals als Lang erwähnt. Lange war damals ein Vorwerk, welches zu Rattwitz gehörte.
Nach dem Ersten Schlesischen Krieg 1742 fiel Lange zusammen mit dem größten Teil Schlesiens an Preußen.
Nach der Neugliederung Preußens gehörte die Landgemeinde Lange ab 1815 zur Provinz Schlesien und war ab 1816 dem Landkreis Ohlau eingegliedert. 1874 wurde der Amtsbezirk Rattwitz gegründet, welcher die Landgemeinden Lange und Rattwitz umfasste. 1885 zählte der Ort 166 Einwohner.
Am 27. Dezember 1927 wurde Lange nach Rattwitz eingemeindet. Bis 1945 befand sich der Ort im Landkreis Ohlau.
Als Folge des Zweiten Weltkriegs fiel Lange wie fast ganz Schlesien 1945 an Polen, wurde in Łęg umbenannt und der Woiwodschaft Breslau angegliedert. Die deutsche Bevölkerung wurde, soweit sie nicht vorher geflohen war, weitgehend vertrieben. Die neu angesiedelten Bewohner waren zum Teil Heimatvertriebene aus Ostpolen. 1999 kam der Ort zum Powiat Oławski in der Woiwodschaft Niederschlesien.

## Sehenswürdigkeiten
- Steinernes Wegekreuz – ehemaliges Gefallenendenkmal